# لارغو
مدينه من مدن ولايه فلوريدا تقع في وسط الولاية تقع فيها العديد من المراكز التجارية و المدارس و الجامعات.
تبعد عن مدينه تامبا حوالي عشرين دقيقه في السيارة.

## التركيبة السكانية
حدّد مكتب تعداد الولايات المتحدة بيانات التركيبة السكانية للارغو في تعداد الولايات المتحدة. في ما يلي، التركيبة السكانية حسب تعدادي 2000 و2010.

### تعداد عام 2000
بلغ عدد سكان لارغو 69,371 نسمة بحسب تعداد عام 2000، وبلغ عدد الأسر 34,041 أسرة وعدد العائلات 18,380 عائلة مقيمة في المدينة. في حين سجلت الكثافة السكانية 1,375.9 نسمة لكل كيلومتر مربع (3,563.6/ميل2). وبلغ عدد الوحدات السكنية 40,261 وحدة بمتوسط كثافة قدره 798.5 لكل كيلومتر مربع (2,068.1/ميل2).
وتوزع التركيب العرقي للمدينة بنسبة 92.71% من البيض و2.69% من الأمريكيين الأفارقة و0.34% من الأمريكيين الأصليين و1.69% من الأمريكيين ذوي الأصول الآسيوية و0.08% من سكان جزر المحيط الهادئ و0.99% من الأعراق الأخرى و1.49% من عرقين مختلطين أو أكثر و4.18% من الهسبانيون أو اللاتينيون من أي عرق.
بلغ عدد الأسر 34,041 أسرة كانت نسبة 18.5% منها لديها أطفال تحت سن الثامنة عشر تعيش معهم، وبلغت نسبة الأزواج القاطنين مع بعضهم البعض 41.8% من أصل المجموع الكلي للأسر، ونسبة 9% من الأسر كان لديها معيلات من الإناث دون وجود شريك،  بينما كانت نسبة 3.2% من الأسر لديها معيلون من الذكور دون وجود شريكة وكانت نسبة 46% من غير العائلات. تألفت نسبة 38.5% من أصل جميع الأسر من عدة أفراد يعيشون في نفس المنزل ونسبة 19.3% كانت تتألف من شخص يعيش بمفرده يبلغ من العمر 65 عاماً أو أكثر. وبلغ متوسط حجم الأسرة المعيشية 1.99، أما متوسط حجم العائلات فبلغ 2.59.
بلغ العمر الوسطي للسكان 47.5 عاماً. وكانت نسبة 15.3% من القاطنين تحت سن الثامنة عشر، وكانت نسبة 6.1% بين الثامنة عشر والرابعة والعشرين عاماً، ونسبة 25% كانت واقعةً في الفئة العمرية ما بين الخامسة والعشرين والرابعة والأربعين عاماً، ونسبة 22.9% كانت ما بين الخامسة والأربعين والرابعة والستين، ونسبة 28.2% كانت ضمن فئة الخامسة والستين عاماً فما فوق. يوجد لكل 100 أنثى 88.7 ذكر، ويوجد لكل 100 أنثى في الثامنة عشر من عمرها فما فوق 85.5 ذكر.
بلغ متوسط دخل الأسرة في المدينة 32,217 دولارًا، أما متوسط دخل العائلة فبلغ 41,523 دولارًا. وكان متوسط دخل الذكور 30,186 دولارًا مقابل 24,477 دولارًا للإناث. وسجل دخل الفرد الخاص بالمدينة 20,848 دولارًا. وكانت نسبة 6% من العائلات ونسبة 9.1% من السكان تحت خط الفقر، وكان من هؤلاء نسبة 12.8% تحت سن الثامنة عشر ونسبة 8.6% في الخامسة والستين من العمر وما فوق.

### تعداد عام 2010
بلغ عدد سكان لارغو 77,648 نسمة بحسب تعداد عام 2010، وبلغ عدد الأسر 38,022 أسرة وعدد العائلات 19,573 عائلة مقيمة في المدينة. في حين سجلت الكثافة السكانية 1,540 نسمة لكل كيلومتر مربع (3,988.6/ميل2). وبلغ عدد الوحدات السكنية 46,859 وحدة بمتوسط كثافة قدره 929.4 لكل كيلومتر مربع (2,407.1/ميل2).
وتوزع التركيب العرقي للمدينة بنسبة 86.25% من البيض و5.55% من الأمريكيين الأفارقة و0.33% من الأمريكيين الأصليين و2.68% من الأمريكيين ذوي الأصول الآسيوية و0.16% من سكان جزر المحيط الهادئ و2.63% من الأعراق الأخرى و2.38% من عرقين مختلطين أو أكثر و8.99% من الهسبانيون أو اللاتينيون من أي عرق.
بلغ عدد الأسر 38,022 أسرة كانت نسبة 19% منها لديها أطفال تحت سن الثامنة عشر تعيش معهم، وبلغت نسبة الأزواج القاطنين مع بعضهم البعض 36.2% من أصل المجموع الكلي للأسر، ونسبة 11.2% من الأسر كان لديها معيلات من الإناث دون وجود شريك،  بينما كانت نسبة 4.2% من الأسر لديها معيلون من الذكور دون وجود شريكة وكانت نسبة 48.5% من غير العائلات. تألفت نسبة 39.6% من أصل جميع الأسر من عدة أفراد يعيشون في نفس المنزل ونسبة 18.1% كانت تتألف من شخص يعيش بمفرده يبلغ من العمر 65 عاماً أو أكثر. وبلغ متوسط حجم الأسرة المعيشية 2.02، أما متوسط حجم العائلات فبلغ 2.67.
بلغ العمر الوسطي للسكان 48.2 عاماً. وكانت نسبة 15.6% من القاطنين تحت سن الثامنة عشر، وكانت نسبة 7.1% بين الثامنة عشر والرابعة والعشرين عاماً، ونسبة 22.6% كانت واقعةً في الفئة العمرية ما بين الخامسة والعشرين والرابعة والأربعين عاماً، ونسبة 28.6% كانت ما بين الخامسة والأربعين والرابعة والستين، ونسبة 26% كانت ضمن فئة الخامسة والستين عاماً فما فوق. وتوزع التركيب الجنسي للسكان بنسبة 47.2% ذكور و52.8% إناث.

## أعلام
- كلو
- آرثر فيلدز
- ميخائيل برادلي
- كيسي مور
- بيث باور